# Dominik Kozłowski
Dominik Mateusz Kozłowski (14 de junio de 1993) es un deportista polaco que compite en halterofilia. Ganó una medalla de bronce en el Campeonato Europeo de Halterofilia de 2017, en la categoría de 56 kg.

## Palmarés internacional
| Campeonato Europeo | Campeonato Europeo | Campeonato Europeo | Campeonato Europeo |
| Año                | Lugar              | Medalla            | Categoría          |
| ------------------ | ------------------ | ------------------ | ------------------ |
| 2017               | Split (Croacia)    | Medalla de bronce  | 56 kg              |